# Iván Ramírez (actor)
Iván Ramírez (Lomas de Zamora, Buenos Aires, Argentina; 7 de agosto de 1998) es un actor, humorista, influencer e imitador argentino.

## Carrera
De padre camionero y madre ama de casa, Ramírez se inició en el mundo de la imitación mientras iba al colegio, y en la Fiesta de la Primavera, sus amigos lo obligaron a mostrar su imitación de Shakira en el instituto San Francisco Javier.
En televisión debuta como participante del programa de Guido Kaczka en el 2015, Guido a la noche,, donde hizo una imitación de Dread Mar-I. Trabajó en programas cómicos y de entretenimientos tales como Hacelo feliz, Lo mejor de la familia, La tribuna de Guido,  Bendita TV conducido por Beto Casella (a quien también imitó), Polémica en el bar con Mariano Iudica y en Tenemos Wifi con la conducción de Nicolás Occhiato.
Imitador no solo de voces, sino también de estética y de personalidades, se atrevió a personificar a artistas como Guillermo Francella, Aníbal Pachano, Mauricio Macri, Lizy Tagliani, Lionel Messi, Susana Giménez, Nacha Guevara, Alex Caniggia, Fernando de la Rúa, Diego Maradona, Ricardo Fort, Susana Giménez y el presidente Alberto Fernández,  así como también dibujitos animados como Homero Simpson, El gato con botas, Coraje, el perro cobarde, Barney, Mickey Mouse, Madagascar, entre muchos otros.
En Radio trabajó en el programa  Dale que Vale con Laurita Fernández en Vale 97.5. Además es influencer contando con una grandes éxitos y miles de seguidores tanto en Youtube como en Instagram y Tik Tok, donde le permitieron lucir varias gamas de otros personajes versátiles.
En teatro trabajó en el Teatro Astral en la obra El gran show de las estrellas, y vía streaming en El espectador.

## Televisión
| Año         | Título                 | Rol               | Canal      | Notas |
| ----------- | ---------------------- | ----------------- | ---------- | ----- |
| 2015        | Guido a la noche       | Invitado espacial | Canal 13   |       |
| 2017        | Lo mejor de la familia | Invitado espacial | Canal 13   |       |
| 2017        | Hacelo feliz           | Participante      | El Trece   |       |
| 2018        | La tribuna de Guido    | Participante      | El Trece   |       |
| 2018        | Noticiero de Canal 26  | Invitado especial | Canal 26   |       |
| 2019 - 2020 | Bendita TV             | Panelista         | Canal 9    |       |
| 2020        | Polémica en el bar     | Invitado especial | América TV |       |
| 2020        | Tenemos Wifi           | Invitado especial | KZO        |       |

## Vía Streaming
- 2020: El espectador

## Teatro
- 2022/2023: Fátima es mundial. Junto a Fátima Flórez y la participación especial de El mudo Esperanza.
- 2019: El gran show de las estrellas, junto a Juan Francisco Stella y los bailarines: Camila Alonso, Lucas Bazan, Ignacio Chávez, Camila Ciarallo, Victoria Correia Da Silva, Noe Fiorilli, Selva Fucile, Abel Garay, Franco Larragueta, María Sol Mercante, Alejandro Merello, Lucas Olguín, Alexandra Ramos, Mai Sarlo, Nelson Sosa Tarazona y Carolina Sztejn.[4]